# Highlands Ranch
Highlands Ranch és una concentració de població designada pel cens dels Estats Units a l'estat de Colorado. Segons el cens del 2000 tenia 70.931 habitants.

## Demografia
Segons el cens del 2000, Highlands Ranch tenia 70.931 habitants, 24.544 habitatges, i 19.744 famílies. La densitat de població era de 1.164,4 habitants per km².
Dels 24.544 habitatges en un 49,7% hi vivien nens de menys de 18 anys, en un 73% hi vivien parelles casades, en un 5,5% dones solteres, i en un 19,6% no eren unitats familiars. En el 14,4% dels habitatges hi vivien persones soles l'1,5% de les quals corresponia a persones de 65 anys o més que vivien soles. El nombre mitjà de persones vivint en cada habitatge era de 2,89 i el nombre mitjà de persones que vivien en cada família era de 3,24.
Per edats la població es repartia de la següent manera: un 32,7% tenia menys de 18 anys, un 4,4% entre 18 i 24, un 41,9% entre 25 i 44, un 17,7% de 45 a 60 i un 3,3% 65 anys o més.
L'edat mediana era de 32 anys. Per cada 100 dones de 18 o més anys hi havia 96,2 homes.
La renda mediana per habitatge era de 86.792 $ i la renda mediana per família de 92.563 $. Els homes tenien una renda mediana de 62.474 $ mentre que les dones 40.910 $. La renda per capita de la població era de 34.707 $. Entorn de l'1,2% de les famílies estaven per davall del llindar de pobresa.

## Poblacions més properes
El següent diagrama mostra les poblacions més properes.